# Hilarion Ballande
Pour les articles homonymes, voir Ballande.
Jean-Auguste-Hilarion Ballande est un comédien, dramaturge et directeur de théâtre français, né à Cuzorn le 5 août 1820 et mort au château de la Finou (Lalinde) le 26 janvier 1887.

## Biographie
Fils d'Antoine Ballande, fabricant de papier, et d'Élisabeth Dabland, il suit des études de pharmacie puis au Conservatoire et débute au Théâtre de l'Odéon en 1843.
En 1849, les artistes de l'Odéon s'associent et reprennent les affaires du théâtre. Ballande devient le deuxième directeur et co-associé. Il doit être nommé directeur la même année, mais ne peut obtenir ce qu'il voulait. Puis il a fait une tournée avec laquelle il a du succès. Les troubles politiques au lendemain de la Seconde République lui font craindre des pertes non négligeables et décide de se retirer également financièrement de l'Odéon. Il écrit alors sa première pièce, Mémoire, et frappe avec elle à la porte du Théâtre Français en 1850. Il rejoint une compagnie d'acteurs qui se produit non seulement en France, mais aussi à l'étranger. Vers la fin de 1857, Ballande disparaît du public et se tourne vers l'écriture de pièces de théâtre.
Un peu plus tard, son nom réapparait dans le public parisien. Cependant, non pas en tant qu'acteur, mais en tant qu'auteur de pièces de poésie et de théâtre, qui sont jouées entre autres au Théâtre de la Porte Saint-Martin. En 1867, Ballande tente de fonder la Société de mécénat des auteurs dramatiques inconnus pour promouvoir les auteurs inconnus, mais l'événement prévu dans la Salle des Concerts Herz est un événement ponctuel et ne se poursuit pas. Il fonde la Société de patronage des auteurs dramatiques.
En 1869, il crée les Matinées littéraires et dramatiques, une représentation tous les dimanches matin au cours de laquelle un spécialiste reconnu de l'art théâtral classique devrait donner une lecture. Rassemblant notamment Henri Dupont-Vernon, Jules Claretie, Sarah Bernhardt ou bien Agar, elles eurent lieu dans un premier temps à la Gaîté et à la Porte-Saint-Martin. L'Académie française lui décerne, en 1872, un prix associé à un somme d'argent non négligeable. Le succès de ses matinées incite d'autres opérateurs de théâtre à reprendre l'idée.
En 1873, après la guerre franco-allemande, il tente d'établir une série d'événements sur Molière, dont un musée, dans la salle Ventadour, mais cela se révèle être un échec et une lourde perte financière.
En juin 1876, il reprend la direction du Théâtre Déjazet, qu'il rebaptise Troisième-Théâtre-Français, pour y accueillir ses Matinées littéraires. Après de nouveaux travaux faisant passer la capacité à près de 1 000 places, le Troisième Théâtre-Français est inauguré le 28 octobre 1876,. Plaçant ouvertement sa programmation sous le signe du théâtre classique, il s'adjoint le concours de jeunes diplômés du Conservatoire comme Eugène Silvain, futur doyen de la Comédie-Française. En mai 1880, fort de subventions ministérielles, Ballande quitte la salle du boulevard du Temple pour le théâtre des Nations, place du Châtelet. Elle est rachetée dans la foulée par Desmottes et retrouve le 17 septembre son nom de Déjazet.
Il se retire en 1883 pour se consacrer à l'écriture des poèmes et des contributions à des journaux. Cependant, en 1885, il reprend la direction du Théâtre des Nations qu'il occupe jusqu'à sa mort.

## Œuvre

### Pièces de théâtre (en vers)
- Les Grands Devoirs, action héroïque en 5 actes, en vers (Paris, Porte-Sainte-Martin, 19 mars 1876) (1874)
- Une femme (1867)
- Châteaux en Espagne (1861)
- Une prière à notre Saint Père le Pape (1860)
- Mémoire (1849)

### Autres
- Jubilé de Molière du 15 au 23 mai 1873 organisé au Théâtre-Italien (1873)
- Rapport à Son Excellence Monsieur Maurice Richard, ministre des Sciences, lettres et beaux-arts, sur les matinées littéraires et sur la Société de patronage des auteurs dramatiques inconnus (1870)
- La Parole, ou l'Art de dire et d'exprimer, appliqué à la causerie, au professorat, à la lecture à haute voix, au barreau, à la scène, à la tribune et à la chaire sacrée (1868)
- Prologue... à l'occasion de la première représentation de Une femme, comédie de lui en quatre actes en prose (1867)
- La Parole appliquée à la diction et à la lecture à haute voix (1855)